# Hughes XH-17

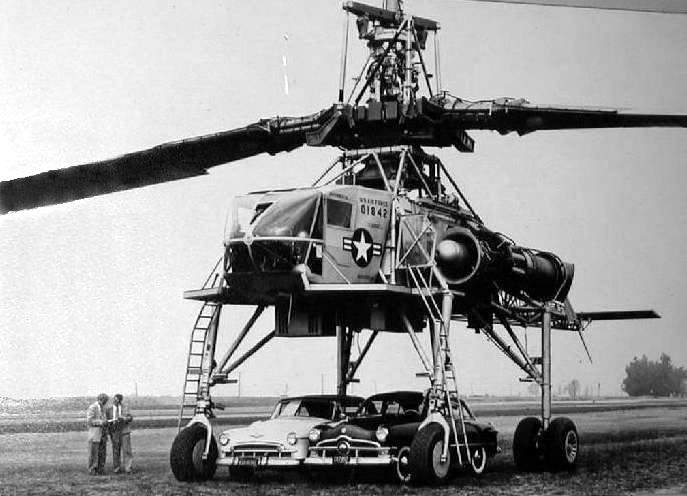
Två bilar under en XH-17

Hughes XH-17 var en prototyp till en amerikansk helikopter för tunga lyft, som utvecklades under andra hälften av 1940-talet och början av 1950-talet.
Utvecklingsarbetet påbörjades av Kellett Autogiro Corporation på basis av önskemål från United States Army Air Forces om en helikopter för korta och tunga lyft på upp till 4 536 kg. Ett utvecklingsavtal träffades i maj 1946 och ett avtal om byggande av en prototyp i augusti 1947. År 1948 hamnade Kellett i ekonomiska svårigheter, varefter kontraktet för projektet övertogs av Hughes Aircraft i Culver City i Kalifornien.
Under åren 1949–1951 gjordes marktester. I september 1952 gjorde XH-17 sin premiärflygning i form av en kort hovringstest. Helikoptern förevisades i luften för allmänheten i oktober i luften över Hughes Airport i Culver City. 
XH-17 gjorde sammanlagt 33 flygningar med en total flygtid på tio timmar. Flygförsöken avbröts i december 1955, då rotorbladen bedömdes vara nära utmattning. Vid dess sista flygtur bar helikoptern en last på 3 629 kg och var vid den tidpunkten den helikopter som kunde lyfta tyngst last.

## XH-28
Under utvecklingsprogrammet begärde flygvapnet att en kraftigare version skulle utvecklas. Denna fick namnet XH-28 och skulle ha fyra rotorblad och två Allison XT40-A-8 turbopropmotorer på vardera 5 300 hk. Dessa två motorer bestod av vardera två sammankopplade T38-motorer. XH-28 hade en beräknad tomvikt på 23 587 kg och skulle kunna lyfta 22 680 kg. Ett kontrakt för en fullskalemodell ingicks i januari 1952 och mera långlivade rotorblad med titan utvecklades, men flygvapnet ansåg i december 1952 att det inte hade råd att bekosta projektet efter 1953 års utgång. Intresse efterfrågas från den amerikanska armén, men denna satsade i stället på mindre helikoptrar.

## Nedläggning
Flygvapnet lade i augusti 1953 ned båda projekten. On 17 August 1953. Prototypen till XH-17 och fullskalemodellen av XH-28 skrotades.